# Championnat d'Irlande du Nord de football 1990-1991
Navigation
Édition précédente Édition suivante
Le 89e Championnat d'Irlande du Nord de football se déroule en 1990-1991. Portadown FC remporte son deuxième titre de champion d’Irlande du Nord consécutif avec dix points d’avance sur le deuxième Bangor FC. Glentoran FC, complète le podium.  
Portadown domine de la tête et des épaules le football nord-irlandais cette année-là : le club réalise le doublé Coupe/Championnat en remportant aussi la Coupe d'Irlande du Nord de football aux dépens du Glenavon FC.
Le championnat passe de 14 à 16 clubs. Deux nouveaux clubs accèdent à l’élite sur décision de la fédération nord-irlandaise de football : Ballyclare Comrades et Omagh Town. C’est la première fois que ces villes sont représentées en première division nord-irlandaise.
Aucun système de promotion/relégation n’est mis en place. 
Avec 22 buts marqués,   Stephen McBride  de Glenavon FC remporte le titre de meilleur buteur de la compétition.

## Les 16 clubs participants
| Club                                  | Stade                 | Capacité | Ville         |
| ------------------------------------- | --------------------- | -------- | ------------- |
| Ards FC                               | Castlereagh Park      | 8 000    | Newtownards   |
| Ballyclare Comrades Football Club     | Dixon Park            | 4 000    | Ballyclare    |
| Ballymena United                      | The Showgrounds       | 7 500    | Ballymena     |
| Bangor FC                             | Clandeboye Park       | 4 000    | Bangor        |
| Carrick Rangers                       | Taylor's Avenue       | 6 000    | Carrickfergus |
| Cliftonville FC                       | Solitude              | 7 200    | Belfast       |
| Coleraine FC                          | The Showgrounds       | 6 600    | Coleraine     |
| Crusaders FC                          | Seaview               | 9 100    | Belfast       |
| Distillery FC                         | New Grosvenor Stadium | 8 000    | Lisburn       |
| Glenavon FC                           | Mourneview Park       | 7 300    | Lurgan        |
| Glentoran FC                          | The Oval              | 14 100   | Belfast       |
| Larne FC                              | Inver Park            | 6 000    | Drumahoe      |
| Linfield FC                           | Windsor Park          | 20 500   | Belfast       |
| Newry Town                            | The Showgrounds       | 6 500    | Newry         |
| Omagh Town Football and Athletic Club | St. Julian's Road     | 5 000    | Omagh         |
| Portadown FC                          | Shamrock Park         | 5 800    | Portadown     |

## Compétition

### Classement
Le classement est établi sur le barème de points classique (victoire à 3 points, match nul à 1, défaite à 0).
| Rang | Équipe              | Pts | J  | G  | N  | P  | Bp | Bc | Diff |
| ---- | ------------------- | --- | -- | -- | -- | -- | -- | -- | ---- |
| 1    | Portadown FC T C    | 71  | 30 | 22 | 5  | 3  | 61 | 22 | +39  |
| 2    | Bangor FC           | 61  | 30 | 19 | 4  | 7  | 52 | 29 | +23  |
| 3    | Glentoran FC        | 60  | 30 | 18 | 6  | 6  | 50 | 32 | +18  |
| 4    | Glenavon FC         | 57  | 30 | 17 | 6  | 7  | 63 | 38 | +25  |
| 5    | Newry Town          | 50  | 30 | 15 | 5  | 10 | 50 | 42 | +8   |
| 6    | Cliftonville FC     | 49  | 30 | 14 | 7  | 9  | 59 | 41 | +18  |
| 7    | Linfield FC         | 46  | 30 | 12 | 10 | 8  | 40 | 34 | +6   |
| 8    | Ballymena United    | 44  | 30 | 12 | 8  | 10 | 49 | 46 | +3   |
| 9    | Ards FC             | 43  | 30 | 12 | 7  | 11 | 47 | 40 | +7   |
| 10   | Crusaders FC        | 42  | 30 | 11 | 9  | 10 | 53 | 46 | +7   |
| 11   | Distillery FC       | 35  | 30 | 10 | 5  | 15 | 47 | 57 | -10  |
| 12   | Omagh Town          | 34  | 30 | 10 | 4  | 16 | 48 | 66 | -18  |
| 13   | Larne FC            | 30  | 30 | 8  | 6  | 16 | 41 | 59 | -18  |
| 14   | Ballyclare Comrades | 21  | 30 | 5  | 6  | 19 | 33 | 68 | -35  |
| 15   | Carrick Rangers     | 17  | 30 | 4  | 5  | 21 | 30 | 58 | -28  |
| 16   | Coleraine FC        | 11  | 30 | 2  | 5  | 23 | 25 | 70 | -45  |

| Légende : Qualifications et relégations | Légende : Qualifications et relégations                                      |
| --------------------------------------- | ---------------------------------------------------------------------------- |
|                                         | Coupe d'Europe des Clubs champions 1991-1992                                 |
|                                         | Coupe d'Europe des vainqueurs de coupe 1991-1992                             |
|                                         | Coupe UEFA 1991-1992                                                         |
|                                         | Relégation en deuxième division                                              |
|                                         | T : Tenant du titre C : Vainqueurs de la Coupe d'Irlande du Nord de football |

## Bilan de la saison
| Tableau d'Honneur                         |              |
| Compétition                               | Vainqueur    |
| Championnat d'Irlande du Nord de football | Portadown FC |
| Coupe d'Irlande du Nord de football       | Portadown FC |

| Promotions et relégations |       |
| Relégués                  | Aucun |
| Promus                    | Aucun |

## Statistiques

### Meilleur buteur
1. Stephen McBride, Glenavon FC, 22 buts